# Chris Corsano
Chris Corsano (Englewood, Nueva Jersey, 1975) es un baterista estadounidense. A menudo actúa en un dúo de improvisación con el saxofonista Paul Flaherty. También ha grabado con artistas como Joe McPhee, Evan Parker, Dredd Foole, Sunburned Hand of the Man, Six Organs of Admittance, Kim Gordon, Thurston Moore, Matt Valentine, Nels Cline, Vibracathedral Orchestra, Cold Bleak Heat, Jim O'Rourke, Jandek, Michael Flower, Bill Orcutt y C. Spencer Yeh, así como numerosas producciones en solitario.
Corsano ha sido músico de gira con Bjork, habiendo aparecido en su álbum de estudio Volta de 2007. También es miembro del trío de rock psicodélico Rangda, con Sir Richard Bishop y Ben Chasny. Ha recibido un premio Foundation for Contemporary Arts Grants to Artists (2017).
También toca con el grupo dimension X con Massimo Pupillo (bajo en Zu) y David Chalmin (guitarra)

## Galería

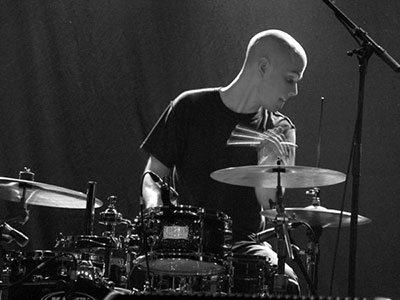
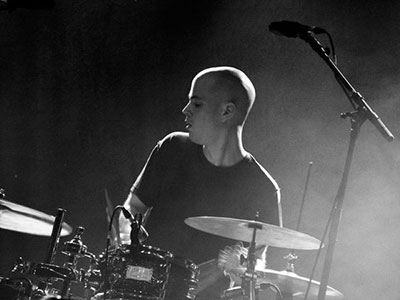
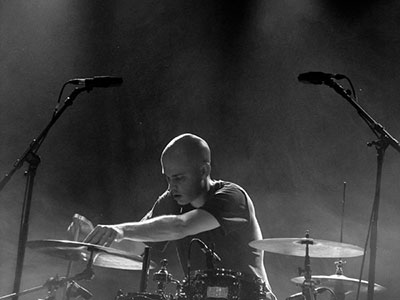
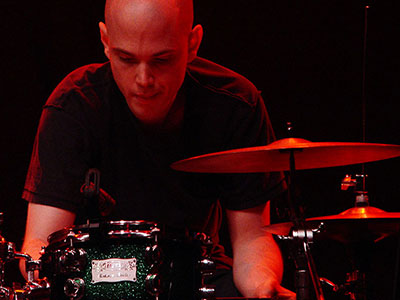
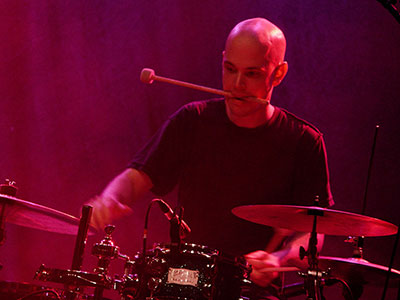

- Datos: Q5106271
- Multimedia: Chris Corsano / Q5106271